# 愛西市親水公園
愛西市親水公園（あいさいししんすいこうえん）は、愛知県愛西市落合町にある都市公園（地区公園）である。総合体育館と総合運動場からなる。体育館の外観は水辺に舞い降りた白鷺をイメージしている。

## 歴史
- 2003年（平成15年）2月 - 佐屋町親水公園として完成。
- 2005年（平成17年）4月1日 - 市町村合併により愛西市親水公園へと改称。
- 2024年（令和6年）2月20日 - 垣見鉄工株式会社（愛西市北一色町）とのネーミングライツ契約締結により、体育館の愛称を「垣見鉄工アリーナ」とする。ネーミングライツ契約は愛西市としては初の試み[2]。

## 施設
総合体育館
- アリーナ（メイン・サブ）[3]
- 弓道場[3]
- ランニングコース[3]
- 会議室[3]

総合運動場
- 多目的広場
- テニスコート[4]

## アクセス
最寄駅の名古屋鉄道尾西線佐屋駅から徒歩20分。愛西市巡回バス（佐屋中央ルート）も停車。